# 中华人民共和国第十三届运动会国际象棋比赛
中华人民共和国第十三届运动会国际象棋比赛于2017年7月15日在天津结束。

## 奖牌榜
| 項目                 | 金牌                   | 银牌                     | 铜牌                 |
| 超快棋混合团体赛     | 北京队（余泱漪、赵雪） | 浙江队（丁立人、丁亦昕） | 江苏队（韦奕、郭琦） |
| 快棋男子个人赛       | 浙江队 丁立人          | 黑龙江队 王皓            | 天津队 王玥          |
| 快棋女子个人赛       | 重庆队 谭中怡          | 浙江队 丁亦昕            | 江苏队 郭琦          |
| 快棋男子业余个人赛   | 黑龙江队 杜春晖        | 上海队 庞博              | 天津队 徐阳          |
| 快棋女子业余个人赛   | 上海队 毛瀛舟          | 湖北队 刘丽              | 北京队 林琳          |
| 快棋中老年业余个人赛 | 黑龙江队 何非泉        | 重庆队 文纪全            | 湖北队 杨武明        |